# Daphnandra repandula
Daphnandra repandula là một loài thực vật có hoa trong họ Atherospermataceae. Loài này được (F.Muell.) F.Muell. miêu tả khoa học đầu tiên năm 1889.